# Myer Rosenblum
Myer Rosenblum (* 10. Januar 1907 in Pretoria; † 18. April 2002 in Sydney) war ein australischer Rugby-Union-Spieler und Hammerwerfer südafrikanischer Herkunft.
Rosenblum entstammte einer belarussisch-jüdischen Familie, die nach Südafrika ausgewandert war und 1914 nach Australien übersiedelte.
1928 gehörte er viermal zum Aufgebot der New South Wales Waratahs. Bei den British Empire Games 1938 in Sydney wurde er Fünfter im Hammerwurf. 1934 und 1936 wurde er Australischer Meister in dieser Disziplin. 1938 gründete er die Anwaltskanzlei M. Rosenblum and Co, in der 1959 der spätere Premierminister John Howard seine erste Arbeitsstelle antrat. 2000 wurde er mit der Australian Sports Medal und 2001 mit der Medal of the Order of Australia geehrt.